# Década de 650
Séculos: (Século VI - Século VII - Século VIII)
Décadas: 600 610 620 630 640 - 650 - 660 670 680 690 700
Anos: 650 - 651 - 652 - 653 - 654 - 655 - 656 - 657 - 658 - 659